# Élection présidentielle allemande de 1999
L’élection présidentielle allemande de 1999 (en allemand : Wahl des deutschen Bundespräsidenten 1999), onzième élection présidentielle de la République fédérale d'Allemagne, se tient le 23 mai 1999, afin d'élire le président fédéral pour un mandat de cinq ans au suffrage indirect.
Le président sortant Roman Herzog, en fonction depuis cinq ans, est rééligible mais choisit de ne pas se représenter. L'ancien ministre-président de Rhénanie-du-Nord-Westphalie Johannes Rau, présenté par le Parti social-démocrate et soutenu par Les Verts, est élu au second tour face à l'universitaire Dagmar Schipanski, candidate des Unions chrétiennes, et à la théologienne Uta Ranke-Heinemann, investie par le Parti du socialisme démocratique.

## Mode de scrutin
Le président fédéral (en allemand : Bundespräsident) est le chef de l'État de la République fédérale d'Allemagne.
Il est élu pour un mandat de cinq ans renouvelable une fois consécutivement par l'Assemblée fédérale (Bundesversammlung). Elle se compose de l'ensemble des députés du Bundestag et d'un nombre égal de délégués des Länder élus par leurs assemblées parlementaires.
L'élection est acquise si un candidat remporte un nombre de voix équivalent à la majorité absolue des membres de l'Assemblée. Si aucun postulant n'a obtenu un tel résultat après deux tours de scrutin, un troisième tour est organisé où la majorité simple des voix est suffisante pour l'emporter.

### Composition de l'Assemblée fédérale
L'Assemblée fédérale se réunit au palais du Reichstag de Berlin, sous la présidence de Wolfgang Thierse, président du Bundestag.
|                                    |     |        |     |     |     |     |     |     |       |
| Land                               | PDS | Grünen | SPD | FDP | CDU | CSU | REP | DVU | Total |
| Land                               |     |        |     |     |     |     |     |     | Total |
| Bade-Wurtemberg                    | 0   | 10     | 21  | 7   | 37  | 37  | 7   | 0   | 82    |
| Bavière                            | 0   | 6      | 32  | 0   | 60  | 60  | 0   | 0   | 98    |
| Berlin                             | 4   | 4      | 7   | 0   | 12  | 12  | 0   | 0   | 27    |
| Brandebourg                        | 5   | 0      | 14  | 0   | 4   | 4   | 0   | 0   | 23    |
| Brême                              | 0   | 1      | 2   | 0   | 2   | 2   | 0   | 0   | 5     |
| Hambourg                           | 0   | 2      | 6   | 0   | 5   | 5   | 0   | 0   | 13    |
| Hesse                              | 0   | 3      | 20  | 2   | 22  | 22  | 0   | 0   | 47    |
| Mecklembourg-Poméranie-Occidentale | 4   | 0      | 6   | 0   | 6   | 6   | 0   | 0   | 16    |
| Basse-Saxe                         | 0   | 4      | 35  | 0   | 26  | 26  | 0   | 0   | 65    |
| Rhénanie-du-Nord-Westphalie        | 0   | 15     | 70  | 0   | 58  | 58  | 0   | 0   | 143   |
| Rhénanie-Palatinat                 | 0   | 2      | 14  | 3   | 14  | 14  | 0   | 0   | 33    |
| Sarre                              | 0   | 0      | 5   | 0   | 4   | 4   | 0   | 0   | 9     |
| Saxe                               | 6   | 0      | 7   | 0   | 26  | 26  | 0   | 0   | 39    |
| Saxe-Anhalt                        | 6   | 0      | 10  | 0   | 6   | 6   | 0   | 2   | 22    |
| Schleswig-Holstein                 | 0   | 2      | 11  | 1   | 9   | 9   | 0   | 0   | 23    |
| Thuringe                           | 4   | 0      | 7   | 0   | 11  | 11  | 0   | 0   | 22    |
| Délégués                           | 29  | 49     | 267 | 13  | 242 | 60  | 7   | 2   | 669   |
| Bundestag                          | 36  | 47     | 298 | 43  | 198 | 47  | 0   | 0   | 669   |
| Total                              | 65  | 96     | 565 | 56  | 440 | 107 | 7   | 2   | 1338  |

## Candidats
| Candidat | Candidat | Candidat            | Candidat | Parti                                    | Fonction                                                 |
| -------- | -------- | ------------------- | -------- | ---------------------------------------- | -------------------------------------------------------- |
|          |          | Uta Ranke-Heinemann | 76 ans   | Indépendante                             |                                                          |
|          |          | Johannes Rau        | 68 ans   | Parti social-démocrate d'Allemagne (SPD) | Ancien ministre-président de Rhénanie-du-Nord-Westphalie |
|          |          | Dagmar Schipanski   | 55 ans   | Indépendante                             |                                                          |

## Résultats
|                          | Johannes Rau             | SPD                      | 657      | 50,00    | 690      | 52,11    |  |  |
|                          | Dagmar Schipanski        | Sans                     | 588      | 44,75    | 572      | 43,21    |  |  |
|                          | Uta Ranke-Heinemann      | Sans                     | 69       | 5,25     | 62       | 4,68     |  |  |
|                          |                          |                          |          |          |          |          |  |  |
| Majorité requise         | Majorité requise         | Majorité requise         | 670 voix | 670 voix | 670 voix | 670 voix |  |  |
|                          |                          |                          |          |          |          |          |  |  |
| Suffrages exprimés       | Suffrages exprimés       | Suffrages exprimés       | 1 314    | 99,47    | 1 324    | 99,92    |  |  |
| Votes blancs et nuls     | Votes blancs et nuls     | Votes blancs et nuls     | 7        | 0,53     | 1        | 0,08     |  |  |
| Votants                  | Votants                  | Votants                  | 1 321    | 100      | 1 325    | 100      |  |  |
| Abstentions              | Abstentions              | Abstentions              | 17       | 1,27     | 8        | 0,60     |  |  |
| Absents                  | Absents                  | Absents                  | 0        | 0,00     | 5        | 0,37     |  |  |
| Inscrits / Participation | Inscrits / Participation | Inscrits / Participation | 1 338    | 98,73    | 1 324    | 99,03    |  |  |